# 朴賛希
朴 賛希（パク・チャニ、朝鮮語: 박찬희、英語: Chan-Hee Park、1957年3月23日 - ）は、大韓民国（韓国）の元プロボクサー。釜山市出身。元WBC世界フライ級王者。元リングマガジン世界フライ級王座。

## 来歴
1976年、韓国代表としてモントリオールオリンピックボクシングライトフライ級に出場し、準々決勝で敗退した。
1977年7月8日、プロデビュー。
1979年3月18日、11戦目でWBC世界フライ級王者ミゲル・カントに挑戦し、王座を獲得した。
1979年5月20日、五十嵐力と対戦し、15回判定勝ちで初防衛に成功した。
1979年9月9日、ミゲル・カントと再戦し、15回判定ドローで2度目の防衛に成功した。
1981年12月16日、グティ・エスパダスと対戦し、初回からダウン応酬の激戦の末、2回TKO勝ちで3度目の防衛に成功した。
1980年4月18日、アルベルト・モラレスと対戦し、15回判定勝ちで5度目の防衛に成功した。
1980年5月18日、6度目の防衛戦で大熊正二と対戦し、9回KO負け。王座から陥落するとともにプロキャリア初敗戦となった。
1980年10月18日、大熊正二と再戦し、15回1－2の僅差判定負けで王座奪回ならず。
1981年2月3日、前回の判定に異議を唱えダイレクトリマッチで大熊正二と対戦。15回0-2と判定負けし、大熊に世界戦3連敗となった。
1982年12月12日の試合を最後に引退した。

## 獲得タイトル
- WBC世界フライ級王座（防衛5）
- リングマガジン世界フライ級王座